# Márcio Rodrigues
Márcio Rodrigues (* 20. prosinec 1978) je bývalý brazilský fotbalista.

## Reprezentační kariéra
Márcio Rodrigues odehrál za brazilský národní tým v letech 2004–2005 celkem 3 reprezentační utkání.

## Statistiky
| Brazílie | Brazílie | Brazílie |
| Roky     | Záp.     | Góly     |
| -------- | -------- | -------- |
| 2004     | 2        | 0        |
| 2005     | 1        | 0        |
| Celkem   | 3        | 0        |